# Diócesis de Harrisburg
La diócesis de Harrisburg (en latín: Dioecesis Harrisburgen(sis) y en inglés: Roman Catholic Diocese of Harrisburg) es una circunscripción eclesiástica latina de la Iglesia católica en Estados Unidos, sufragánea de la arquidiócesis de Filadelfia. La diócesis tiene al obispo Timothy Christian Senior como su ordinario desde el 25 de abril de 2023.

## Territorio y organización

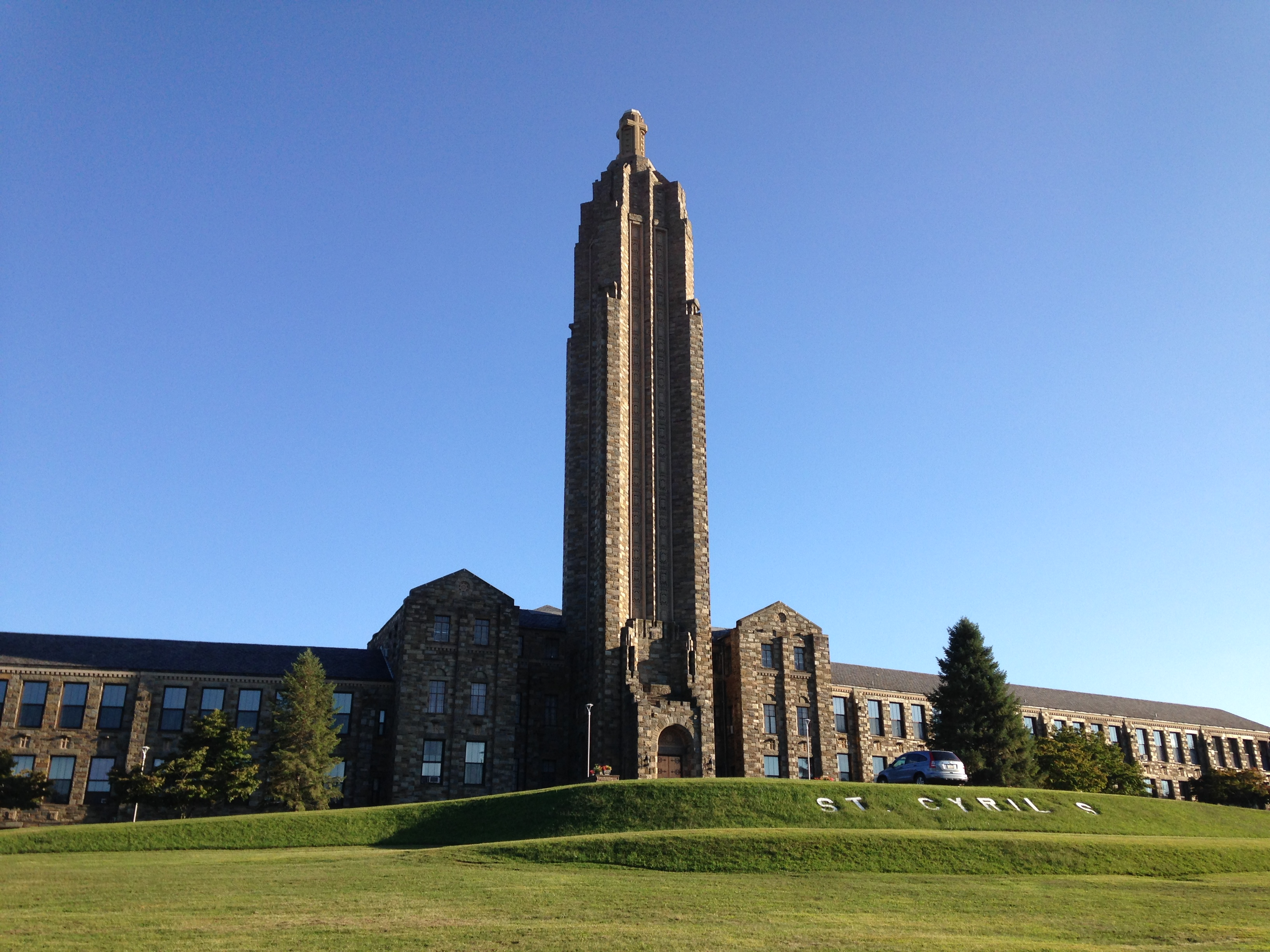
Basílica de los Santos Cirilo y Metodio

La diócesis tiene 19 839 km² y extiende su jurisdicción sobre los fieles católicos de rito latino residentes en 15 condados del estado de Pensilvania: Adams, Columbia, Cumberland, Dauphin, Franklin, Juniata, Lancaster, Lebanon, Mifflin, Montour, Northumberland, Perry, Snyder, Union y York.
La sede de la diócesis se encuentra en la ciudad de Harrisburg, en donde se halla la Catedral de San Patricio. En el territorio de la diócesis existen dos basílicas menores: la basílica de los Santos Cirilo y Metodio, en Danville, y la basílica del Sagrado Corazón de Jesús, en Conewago.
En 2019 en la diócesis existían 89 parroquias.

## Historia

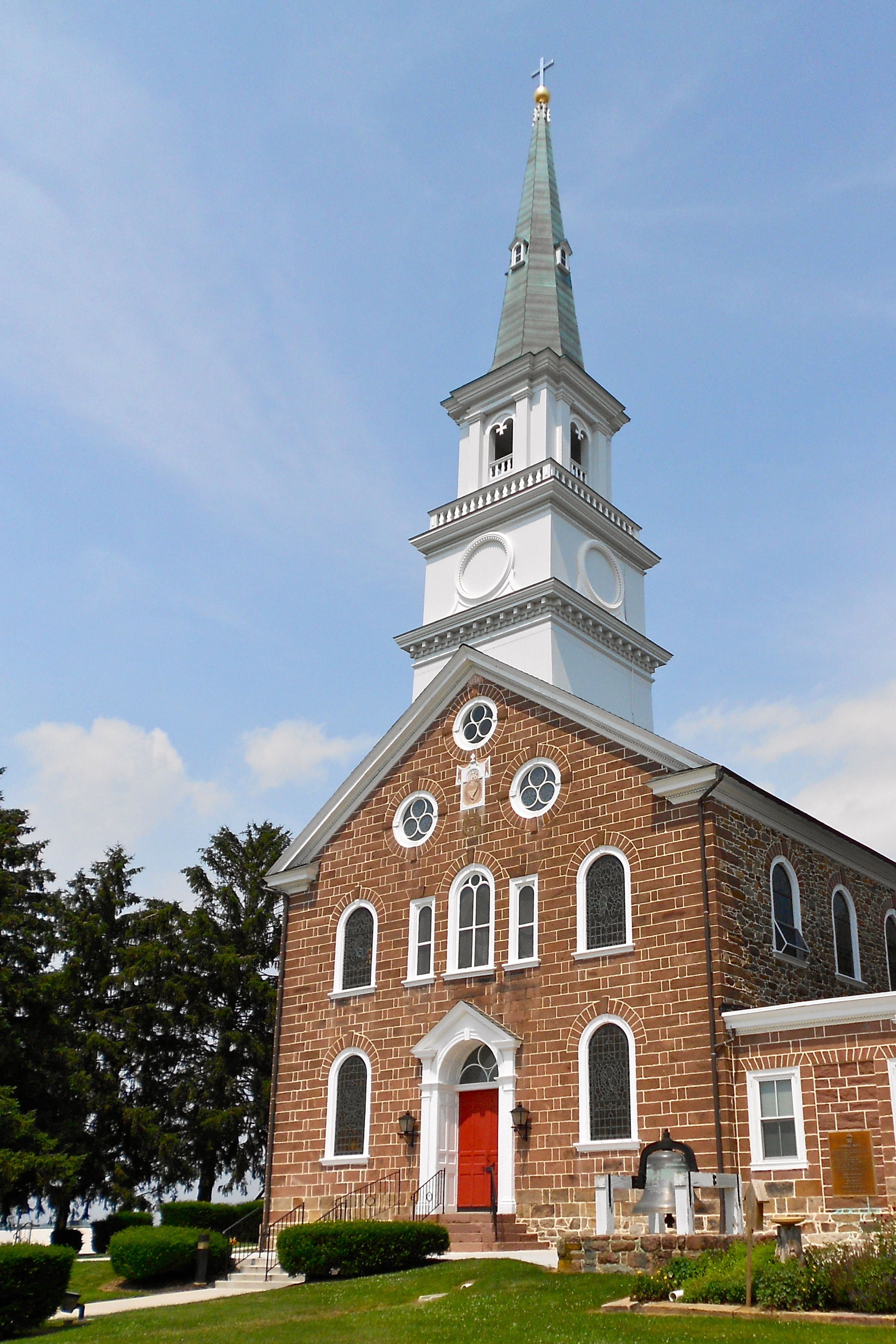
Basílica del Sagrado Corazón de Jesús, Conewago

La diócesis fue erigida el 3 de marzo de 1868 con el breve Summi apostolatus del papa Pío IX, obteniendo el territorio de la diócesis de Filadelfia (hoy arquidiócesis).
Originalmente sufragánea de la arquidiócesis de Baltimore, en 1875 pasó a formar parte de la provincia eclesiástica de Filadelfia.
El 30 de mayo de 1901 cedió una parte de su territorio para la erección de la diócesis de Altoona (hoy diócesis de Altoona-Johnstown) mediante el breve Ad supremum Apostolatus del papa León XIII.
El 4 de diciembre de 1962, con la carta apostólica Antistitem virtutibus, el papa Juan XXIII proclamó a san Patricio como patrono principal de la diócesis.
En febrero de 2019 la diócesis se declaró en bancarrota, seis meses después de reconocer que pagó más de doce millones de dólares como compensación a víctimas de abuso sexual infantil por parte de clérigos, diáconos o seminaristas. La diócesis también fue acusada de encubrir el abuso sexual de cientos de niños durante el siglo XX.

## Estadísticas
De acuerdo al Anuario Pontificio 2020 la diócesis tenía a fines de 2019 un total de 247 660 fieles bautizados.
| Año                                                                             | Población            | Población | Población      | Sacerdotes | Sacerdotes    | Sacerdotes    | Bautizados por sacerdote | Diáconos permanentes | Religiosos | Religiosos | Parroquias |
| Año                                                                             | Bautizados católicos | Total     | % de católicos | Total      | Clero secular | Clero regular | Bautizados por sacerdote | Diáconos permanentes | Varones    | Mujeres    | Parroquias |
| ------------------------------------------------------------------------------- | -------------------- | --------- | -------------- | ---------- | ------------- | ------------- | ------------------------ | -------------------- | ---------- | ---------- | ---------- |
| 1950                                                                            | 116 488              | 1 246 815 | 9.3            | 185        | 126           | 59            | 629                      |                      | 44         | 819        | 86         |
| 1966                                                                            | 184 927              | 1 483 124 | 12.5           | 229        | 204           | 25            | 807                      |                      | 37         | 1078       | 100        |
| 1970                                                                            | 186 665              | 1 575 000 | 11.9           | 232        | 179           | 53            | 804                      |                      | 76         | 1056       | 102        |
| 1976                                                                            | 193 580              | 1 607 000 | 12.0           | 248        | 179           | 69            | 780                      | 1                    | 81         | 927        | 103        |
| 1980                                                                            | 211 000              | 1 636 000 | 12.9           | 244        | 174           | 70            | 864                      | 42                   | 83         | 871        | 121        |
| 1990                                                                            | 221 327              | 1 833 000 | 12.1           | 236        | 173           | 63            | 937                      | 62                   | 75         | 657        | 117        |
| 1999                                                                            | 234 831              | 1 940 954 | 12.1           | 200        | 162           | 38            | 1174                     | 60                   | 1          | 529        | 89         |
| 2000                                                                            | 238 157              | 1 940 954 | 12.3           | 194        | 161           | 33            | 1227                     | 60                   | 33         | 528        | 89         |
| 2001                                                                            | 240 495              | 2 027 835 | 11.9           | 195        | 155           | 40            | 1233                     | 60                   | 40         | 491        | 92         |
| 2002                                                                            | 242 726              | 2 027 726 | 12.0           | 193        | 159           | 34            | 1257                     | 52                   | 34         | 492        | 92         |
| 2003                                                                            | 247 861              | 2 027 835 | 12.2           | 191        | 159           | 32            | 1297                     | 45                   | 35         | 465        | 92         |
| 2004                                                                            | 247 194              | 2 027 835 | 12.2           | 187        | 155           | 32            | 1321                     | 42                   | 32         | 447        | 93         |
| 2006                                                                            | 247 492              | 2 027 835 | 12.2           | 192        | 150           | 42            | 1289                     | 46                   | 44         | 411        | 89         |
| 2013                                                                            | 234 822              | 2 236 085 | 10.5           | 165        | 130           | 35            | 1423                     | 66                   | 36         | 316        | 89         |
| 2016                                                                            | 233 325              | 2 278 555 | 10.2           | 154        | 121           | 33            | 1515                     | 64                   | 34         | 260        | 89         |
| 2019                                                                            | 247 660              | 2 294 400 | 10.8           | 154        | 123           | 31            | 1608                     | 59                   | 32         | 244        | 89         |
| Fuente: Catholic-Hierarchy, que a su vez toma los datos del Anuario Pontificio. |                      |           |                |            |               |               |                          |                      |            |            |            |

## Episcopologio
- Jeremiah Francis Shanahan † (3 de marzo de 1868-24 de septiembre de 1886 falleció)
- Thomas McGovern † (6 de diciembre de 1887-25 de julio de 1898 falleció)
- John Walter Shanahan † (2 de enero de 1899-19 de febrero de 1916 falleció)
- Philip Richard McDevitt † (10 de julio de 1916-11 de noviembre de 1935 falleció)
- George Leo Leech † (19 de diciembre de 1935-19 de octubre de 1971 retirado[7])
- Joseph Thomas Daley † (19 de octubre de 1971 por sucesión-2 de septiembre de 1983 falleció)
- William Henry Keeler † (10 de noviembre de 1983-11 de abril de 1989 nombrado arzobispo de Baltimore)
- Nicholas Carmen Dattilo † (21 de noviembre de 1989-5 de marzo de 2004 falleció)
- Kevin Carl Rhoades (14 de octubre de 2004-14 de noviembre de 2009 nombrado obispo de Fort Wayne-South Bend)
- Joseph Patrick McFadden † (22 de junio de 2010-2 de mayo de 2013 falleció)
- Ronald William Gainer (24 de enero de 2014-25 de abril de 2023, retirado)
- Timothy Christian Senior desde el 25 de abril de 2023